# Альмаза (аеродром)
Аеродром Альмаза (ICAO: HEAZ) — регіональний аеропорт у північно-східній частині Каїра (столиці Єгипту). Він був створений як цивільний аеродром, але на ньому частково базувалися військові. Сьогодні це військовий аеродром ВПС Єгипту, а також регіональний цивільний аеропорт.
Основним же аеропортом Каїра та всього Єгипту є аеропорт Каїр.

## Аварії та інциденти

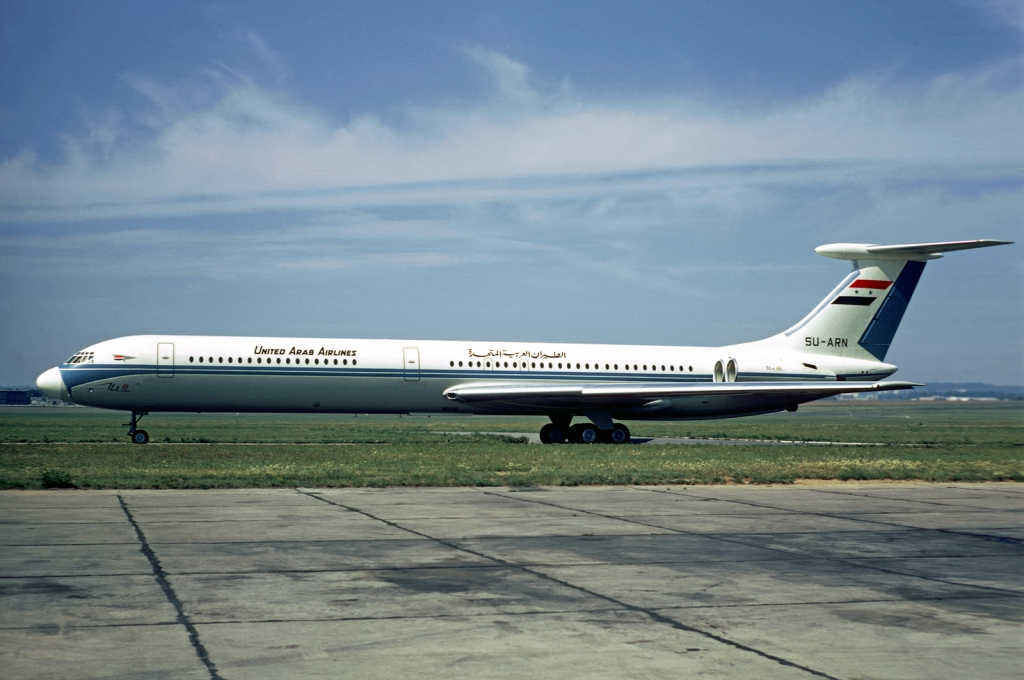
Постраждалий Іл-62 борт SU-ARN, що розбився на авіабазі Альмаза 16 червня 1962 року. На фото літак за 9 місяців до аварії.

- 16 червня 1962 року пасажирський Іл-62 компанії EgyptAir при посадці на авіабазу Альмаза викотився за межі ЗПС на ґрунт і загорівся. Завдяки своєвчясній евакуації ніхто з 59 осіб на борту (47 пасажирів та 12 членів екіпажу) не загинув, але літак отримав серйозні пошкодження та був списаний.